# X Factor Adria
X Factor Adria или X фактор је српска верзија светски познатог талент шоуа The X Factor. Аудиције за кандидате су осим у Србији одржане и у Црној Гори, БиХ и Македонији, а 2015. и у Хрватској. Као и оригинална британска верзија X Factor Adria је музичко такмичење које тражи нове музичке таленте.

## Фазе такмичења
Шоу се састоји од неколико фаза: аудиције, буткампа, куће судија и емисија уживо. Током аудиција и буткампа, судије у групи одлучују о судбини такмичара. Након буткампа, такмичари се деле у групе и свака група добија по једног судију као ментора. Током кућа судија судије уз гост-судије бирају из своје групе ко ће проћи у емисије уживо. Наступи уживо су завршна фаза такмичења и прва фаза у којој публика добија право да гласајући задржи своје фаворите, на крају евентуалне победнике.

### Аудиције
Први део процеса селекције су аудиције. Потенцијални учесници се пријављују на аудиције онлајн или путем текстуалних порука. Они који буду позвани на аудицију, прво наступају пред продуцентима, након чега неки буду изабрани за аудицију пред судијама. Аудиције пред продуцентима се понекад називају пред-аудиције.
Након пред-аудиције, продуценти позивају такмичаре које желе видети пред судијама. Аудиција пред судијама је први део који се емитује. Током аудиција, такмичари се представљају и наступају пред судијама. Након што такмичар наступи, судије дају коментаре и гласају. Такмичару је потребна већина позитивних гласова, односно три или четири „Да“, да би прошао у следећу фазу такмичења - буткамп.

### Буткамп
Буткамп је друга фаза у којој се такмичари који су добили три или четири Да позивају да поново наступе. У буткампу такмичари се могу сусрести са изазовима као што су наступање са другим такмичарима, кореографија и синг-оф. Судије у групи бирају 24 такмичара (шесторо из сваке групе) и припремају их за куће судија. Понекад, када судије и продуценти осете мањак добрих бендова, бенд може бити формиран од соло извођача који нису имали успеха у својој групи. Након формирања свих група, судије се додељују групама и постају ментори тих група.

### Куће судија
Такмичар и који буду изабрани у буткампу, поново наступају пред судијама. Судија обично позива гост судију који је ту да му/јој помогне донети одлуку о одабиру такмичара који ће представљати њега и групу у емисијама уживо. Иако се ова фаза назива куће судија, ова фаза се ретко обавља у њиховим стварним кућама - већ локацију бира продуцент.
Гост судије у кућама судија су ове године били Тони Цетински у Жељковој кући, Леонтина Вукомановић у Кристининој кући, Еминин супруг, Мустафа Сандал, у Емининој кући и Скот Милс у Кикијевој кући.

### Емисије уживо
Емисије уживо су завршна фаза такмичење. У овој фази такмичари наступају уживо пред аудиторијем и публика гласа за своје фаворите. Сваке недеље је другачија тема. Након што сви такмичари наступе и гласови буду избројани, објављују се резултати. Два такмичара са најмањим бројем гласова наступају још једном, након чега судије гласају да ли желе да такмичар остане или га желе послати кући. У случају да судије гласају једнако (2 за останак, 2 за напуштање), тада се гледају гласови публике и такмичар са најмањим бројем гласова испада. У финалу судије не могу одлучити победника, већ се он искључиво одређује бројем гласова.
Прве сезоне гости у емисијама уживо су били 2Челос, Хајрудин Варешановић, Јелена Томашевић, Дорис Драговић, Јелена Розга, Лорин, Калиопи, Тропико Бенд, Дејан Цукић, Парни Ваљак, Наташа Беквалац и Ана Станић.

## Категорије
Прва сезона је имала четири групе: девојке, момци, бендови и "преко 27 година". Ментор девојака био је Кики Лесендрић, ментор момака Емина Јаховић, група - Кристина Ковач, док је Жељко Јоксимовић био ментор категорији "преко 27 година".

## Судије и представници
У првој сезони судије су били Емина Јаховић, Кристина Ковач, Кики Лесендрић и Жељко Јоксимовић. Кристина и Жељко су први објављени као судије, док су Емина и Кики објављени дан касније. Све судије су певачи и текстописци, а неки од њих су и композитори и продуценти. Судије у другој сезони су Жељко Јоксимовић, Александра Ковач, Тончи Хуљић и Масимо Савић.
Након што су емитоване прве две епизоде, почеле су се ширити гласине како ће Бане Јевтић бити замењен након осме епизоде, али продуценти су изјавили да те гласине нису истините. У ноћи прве емисије уживо објављено је да ће нови домаћим заменити Банета, али држано је у тајности ко би то могао бити. Показало се да Славко Калезић преузима улогу домаћина. Дан након прве емисије уживо, објављено је да ће и Славко такође бити замењен.

## Пласмани такмичара
| Сезона | Премијера         | Финале         | Епизоде | Место              | Место            | Место          | Место            | Жири                                                         | Водитељи                                                          |
| ------ | ----------------- | -------------- | ------- | ------------------ | ---------------- | -------------- | ---------------- | ------------------------------------------------------------ | ----------------------------------------------------------------- |
| Сезона | Премијера         | Финале         | Епизоде | Прво               | Друго            | Треће          | Четврто          | Жири                                                         | Водитељи                                                          |
| 1      | 29. октобар 2013. | 23. март 2014. |         | Данијел Кајмакоски | Тамара Милановић | Маид Хећимовић | Лукијан Ивановић | Емина Јаховић Кристина Ковач Кики Лесендрић Жељко Јоксимовић | Ана Михајловски Славко Калезић Бане Јевтић Снеже Велков Уна Сенић |
| 2      | 22. март 2015.    | 21. јун 2015.  |         | Амел Ћурић         | Бобан Мојсовски  | Ива Ћурић      |                  | Жељко Јоксимовић Александра Ковач Тончи Хуљић Масимо Савић   | Антонија Блаће Александар Радојичић                               |